# Pteropus subniger
Pteropus subniger е изчезнал вид бозайник от семейство Плодоядни прилепи (Pteropodidae).